# Centrale thermique de Kourakhove
La centrale thermique de Kourakhove est une centrale thermique dans l'oblast de Donetsk en Ukraine.

## Localisation
Elle se situe à Kourakhove du raïon de Donetsk.

## Historique
Elle a ouvert en 1941 occupée par les nazis, elle fut détruite en 1943 lors de leur retrait. Relevée en 1946 elle fut aussi modernisée en 1972, 1976 et 2006.
Selon un observateur militaire ukrainien au 3 janvier 2025, la centrale thermique de Kourakhove est passée sous contrôle russe à la suite du retrait ukrainien de la zone lors de la bataille de Kourakhove.